# Красні Луги
Кра́сні Луги́ (рос. Красные Луга, ерз. Красной Луг) — селище у складі Дубьонського району Мордовії, Росія. Входить до складу Ардатовського сільського поселення.

## Населення
Населення — 70 осіб (2010; 79 у 2002).
Національний склад (станом на 2002 рік):
- ерзяни — 100 %